# Бистренци
Бистренци (мкд. Бистренци) су насеље у Северној Македонији, у јужном делу државе. Бистренци су насеље у оквиру општине Демир Капија.

## Географија
Бистренци су смештени у јужном делу Северне Македоније. Од најближег града, Кавадараца, село је удаљено 30 km источно.
Село Бистренци се налази у историјској области Тиквеш. Село је смештено у долини Вардара, а село лежи на левој (источној) обали реке. Надморска висина села је приближно 115 метара надморске висине, а околно подручје је долинско. Северно од насеља издиже се Конечка планина. 
Месна клима је измењена континентална са значајним утицајем Егејског мора (жарка лета).

## Становништво
Бистренци су према последњем попису из 2002. године имали 364 становника.
Већинско становништво у насељу су Македонци (87%), а мањина су Турци (11%). Почетком 20. века Турци су чинили око 5/6 сеоског становништва.
Претежна вероисповест месног становништва је православље.